# Fredrik Enhörning
Gustaf Fredrik August Enhörning, oftast kallad G.F.A. Enhörning, född 3 juli 1848 i Norrköping, död 11 juni 1914, var en svensk köpman.
Enhörning övertog 1874 faderns affär i Norrköping, firman P.A. Enhörning & C:o. Han blev genom arv 1882 ägare till bruksegendomarna Stavsjö och Virå, vilka inköpts av fadern 1860, och var en av initiativtagarna till Stavsjö Järnväg, vilken öppnades 1903. Han var styrelseledamot eller delägare i industriella och andra företag i Norrköping samt ordförande i direktionen för Norrköpings sjömanshus. Han var brittisk vicekonsul sedan 1872.
Fredrik Enhörning var son till grosshandlare Per August Enhörning (1810–1882) och Constance Julie Enhörning (1829–1897), född Levin. Han var gift första gången 1883–1896 med Ellen Gerda Schubert (1865–1950), och andra gången från den 4 februari 1906 med Edla Emilia Zeinwoldt (1871–1954).